# David Moore (musicus)
David A. Moore (Stillwater, 23 februari 1948) is een Amerikaans componist, muziekpedagoog, dirigent, klarinettist en saxofonist.

## Levensloop
Moore studeerde aan de Universiteit van Californië - Santa Barbara en behaalde aldaar zowel zijn Bachelor of Music alsook zijn Master of Music. Verder studeerde hij aan de Sibelius-Akademie in Helsinki en aan Det Jyske Musikkonservatorium in Aarhus. Zijn studies voltooide hij en promoveerde aan de Eastman School of Music in Rochester tot Ph.D. (Philosophiæ Doctor). Tot zijn docenten behoorden onder anderen Daniel Lentz, Peter Racine Fricker, Per Nørgård en Warren Benson. Verder studeerde Moore bibliotheek- en computerwetenschappen aan de Universiteit van Oklahoma in Norman en behaalde eveneens een diploma in gradueerde theologische studies aan het Phillips Theological Seminary.
Hij werkte als docent aan de Crane School of Music van de SUNY Potsdam, New York, de State University of New York (SUNY) in Cortland, de Eastman School of Music in Rochester, de School of Music van de Universiteit van Tulsa in Tulsa en aan het Roberts Wesleyan College. Tegenwoordig doceert hij aan het Phillips Theological Seminary muziek en liturgie en is leider van het koor aldaar. Verder doceert hij muziektheorie aan de School of Music van de Universiteit van Tulsa alsook aan het Tulsa Community College. 
Van 1999 tot 2004 was hij dirigent van het knapenkoor in de First Christian Church in Tulsa. Hij is dirigent van de koren in de Memorial Drive United Methodist Church in Tulsa alsook van de High Holy Days Choir in de synagoge (Temple Israel) van Tulsa's gereformeerde Joodse gemeenschap. 
Als klarinettist en saxofonist werkt hij in verschillende ensembles in de regio van Tulsa (Oklahoma). 
Moore schreef als componist naast instrumentale en vocale muziek ook elektronische werken. Hij is lid van de Society of Composers, Inc., de American Choral Directors Association en het Center for the Promotion of Contemporary Composers. 

## Composities

### Werken voor orkest
- Lazarus Rising, voor orkest

### Werken voor harmonieorkest en groot koperensemble
- Harrah Centennial March
- Variations on an Ancient Chinese Melody, voor piano en harmonieorkest
- Vesper Symphony, voor groot koperensemble
- Winter Concerto, voor tuba en harmonieorkest

### Missen en andere kerkmuziek
- 1968 Requiem, voor gemengd koor, voorzanger en orgel
- 1970 Passion cantata, voor klein ensemble en magneetband
- Agnus Dei, voor gemengd koor, koperblazers en orgel
- As Joseph Was A-Walking, voor gemengd koor, altviool en orgel
- Awake and Arise, voor gemengd koor, koperblazers en orgel - tekst: Jesaja 52:1, 51:1
- Behold, a Hand Touched Me, voor gemengd koor a capella - tekst: Daniël 10:10-19
- Christ Has No Body on Earth, Now, but Ours, voor gemengd koor en toetseninstrument - tekst: Theresia van Ávila
- Father Abraham, spiritual voor gemengd koor
- Gaudeamus, Let Us Rejoice, voor gemengd koor, trompet en toetseninstrument
- God So Loved the World, voor gemengd koor - tekst: Evangelie volgens Johannes 3:16
- Great Shall Be Their Reward,  voor gemengd koor en toetseninstrument
- Holy Wisdom, voor gemengd koor, dwarsfluit, klarinet en orgel
- I Was Glad When They Said unto Me (Psalm 122), voor gemengd koor en orgel
- I'm Goin' to Sing When the Spirit Says Sing (Spritual), voor gemengd koor en piano
- I'm Gonna Live So God Can Use Me (Spiritual), voor gemengd koor a capella
- In the Beauty of Holiness (Psalm 110), voor gemengd koor, altviool en orgel
- In the Midnight Sleep, voor gemengd koor a capella - tekst: Walt Whitman
- Jaya Ho, Jaya Ho (Victory Hymn), voor gemengd koor, orgel, klarinet, dwarsfluit, handbells en slagwerk - tekst: anoniem Hindu
- Jesus, Our Friend and Brother, voor gemengd koor, handbells en slagwerk - tekst: traditioneel oorspronkelijke Amerikaanse teksten en melodieën
- Joseph, Dearest, Joseph Mine, voor gemengd koor, klarinet, altviool en orgel
- Let the Light Shine, voor gemengd koor, 2 trompetten en toetseninstrument
- Like Seed upon the Ground, voor gemengd koor a capella - tekst: John Cawood
- Little David, Play on Your Harp (Spiritual), voor gemengd koor en slagwerk
- Lord, Make Me an Instrument of Your Peace, voor gemengd koor en orgel - tekst: Franciscus van Assisi
- The Lord Created Medicines, voor gemengd koor en orgel - tekst: Ecclesiasticus 38
- Magnificat, voor gemengd koor en orgel
- Mass: Wondrous Love, voor gemengd koor, voorzanger en orgel
- Out of the Deep (Psalm 130), voor gemengd koor, eufonium, handbells en orgel
- Ride on, King Jesus [spiritual], voor gemengd koor a capella
- Rise, Heart, Thy Lord is Risen [George Herbert], voor gemengd koor en orgel
- Sing Praise to God upon the Harp (Psalm 147), voor gemengd koor, 2 trompetten en orgel
- Souls of the Righteous (De wijsheid van Salomo 3:1), voor gemengd koor en orgel
- The God Who Gave Us Life, voor gemengd koor en toetseninstrument - tekst: Thomas Jefferson
- The Grandeur of God: Three Poems of Gerard Manley Hopkins, voor tenor en piano
- The Lord Is My Shepherd (Spiritual, Psalm 23), voor gemengd koor en piano
- The Sparrow Has Found Her a House (Psalm 84), voor middenstem en orgel
- The Time Is Drawing Nigh (Spiritual, Evangelie volgens Matteüs 25:1-13], voor gemengd koor a capella
- The Words of King Lemuel (Spreuken 31), voor gemengd koor en orgel
- To You, O Lord, I Lift up My Soul (Psalm 25), voor gemengd koor en orgel
- Three Marian Motets voor gemengd koor a capella
- Three Sacred Songs, voor middenstem en toetseninstrument
- When in the Fulness of Time, voor gemengd koor a capella - tekst: (Brief van Paulus aan de Galaten 4)
- When Jesus Sat Down to Eat, voor gemengd koor a capella - tekst: Evangelie volgens Matteüs 26
- Y'Varech'cha Adonai, voor voorlezer en gemengd koor a capella - tekst: Nummers 6:24-26

### Muziektheater

#### Opera's
| Voltooid in | titel   | aktes       | première | libretto          |
| ----------- | ------- | ----------- | -------- | ----------------- |
| 1973        | Jephtha | 2 bedrijven |          | Franklin Brewster |

### Vocale muziek

#### Liederen
- 1972 3 Haiku, voor bariton, blokfluiten en slagwerk
- Four Songs on Poems of Emily Dickinson, voor mezzosopraan en piano
- Dagen Svalnar: Four Poems of Edith Södergran (Zweeds), voor mezzosopraan, dwarsfluit, cello en piano
- Loveliest of Trees, voor middenstem en piano - tekst: A.E. Houseman
- Two Love Songs, voor sopraan en piano - tekst: Susan Goldman
- To Dansk Sange (2 Deense liederen), voor sopraan en piano - teksten: Hans Christian Andersen, Helge Rode
- The Lark at Break of Day, voor bariton en altviool - tekst: William Shakespeare
- In Heavenly Love Abiding, voor middenstem, altviool en orgel - tekst: Anna L. Waring

### Kamermuziek
- 1970 Strijkkwartet
- Aurora, voor tenorsaxofoon en piano
- BACHappricio, voor dwarsfluit, altviool en klavecimbel
- Chamber Concerto for Ten Instruments, voor dwarsfluit, hobo, klarinet, basklarinet, hoorn, altviool, cello, celesta, harp en piano
- Divertimento, voor dwarsfluit, hobo, klarinet, basklarinet en altsaxofoon
- Four Autumn Sketches, voor klarinet en piano
- La Nave del Deleite, voor klarinet en geluidsband
- Le Rêve, voor altsaxofoon, 2 slagwerkers (vibrafoon, marimba en wind chimes)
- Meditation on "Avinu Malkeinu", voor dwarsfluit, klarinet en piano
- Sicut Cervus: Spirit Music for Verner Merritt Ingram III, voor altsaxofoon, tenorsaxofoon en orgel
- Study for Blue Painting, voor fagot en harp
- Uxor Tua, voor dwarsfluit, hobo en klarinet
- At the River, voor klarinet, orgel en handbells

### Filmmuziek
- Lipstick

## Publicaties
- Four 18th Century settings of "The Beauty of Israel is Slain: Biblical Allegory and Themes of Reconciliation" in English and American Settings of II Samuel 1: 17-27., At the 1999 South Central Chapter Meeting of the College Music Society, University of Central Oklahoma, Edmond, OK.
- Davidic Sacred Madrigals and Anthems from Thomas Weelkes to William Billings: their literary and historical context, At the 1998 Northeast Chapter Meeting of the College Music Society, University of Albany, Albany, NY.
- Dogfight to Lullaby: Vernacular Forms in Alban Berg's "Wozzeck", At the 1997 Northeast Chapter Meeting of the College Music Society, Trinity College, Hartford, CT.
- Rhyming Retrogrades: Sonnet Structure in Rilke and Rautavaara, At the 1996 Northeast Chapter Meeting of the College Music Society, Muhlenburg College, Easton, PA.
- Victorian Anthems of the Oxford Movement: composers and theologians in dialogue, In Choral Journal, 12/93